# Karlijn Swinkels
Karlijn Swinkels (Handel, 28 ottobre 1998) è una ciclista su strada olandese che corre per lo UAE Team ADQ. Attiva in formazioni UCI dal 2017, ha vinto due volte il Tour de la Semois.

## Palmarès
- 2016 (Juniores)

Campionati del mondo, Prova a cronometro Junior
- 2019 (Alé Cipollini, una vittoria)

1ª tappa Vuelta a Burgos (Villadiego > Villadiego)
- 2023 (Team Jumbo-Visma, tre vittorie)

1ª tappa Tour de la Semois (Vresse-sur-Semois > Vresse-sur-Semois)
2ª tappa Tour de la Semois (Bertrix > Bertrix)
Classifica generale Tour de la Semois
- 2024 (UAE Team ADQ, due vittorie)

Grand Prix de Wallonie
Classifica generale Tour de la Semois

### Altri successi
- 2023 (Team Jumbo-Visma)

Classifica scalatrici Holland Ladies Tour
Classifica a punti Tour de la Semois
- 2024 (UAE Team ADQ)

Classifica a punti Tour de la Semois
Classifica a punti Thüringen Ladies Tour

## Piazzamenti

### Grandi Giri
- Giro d'Italia

2022: 79ª
2023: 85ª
- Tour de France

2022: 33ª
2023: 76ª
2024: 39ª
- Vuelta a España

2024: 36ª

### Competizioni mondiali
- Campionati del mondo

Richmond 2015 - In linea Junior: 15ª
Doha 2016 - Cronometro Junior: vincitrice
Doha 2016 - In linea Junior: 11ª
Innsbruck 2018 - Cronosquadre: 10ª

### Competizioni continentali
- Campionati europei

Tartu 2015 - Cronometro Junior: 14ª
Tartu 2015 - In linea Junior: 14ª
Plumelec 2016 - Cronometro Junior: 6ª
Plumelec 2016 - In linea Junior: 33ª
Herning 2017 - Cronometro Under-23: 18ª
Herning 2017 - In linea Under-23: 52ª
Brno 2018 - Cronometro Under-23: 7ª
Brno 2018 - In linea Under-23: 15ª
Alkmaar 2019 - In linea Under-23: 12ª
Plouay 2020 - Cronometro Under-23: 7ª
Plouay 2020 - In linea Under-23: 14ª
Limburgo 2024 - In linea Elite: 41ª